# Weinstein (Brunsen)

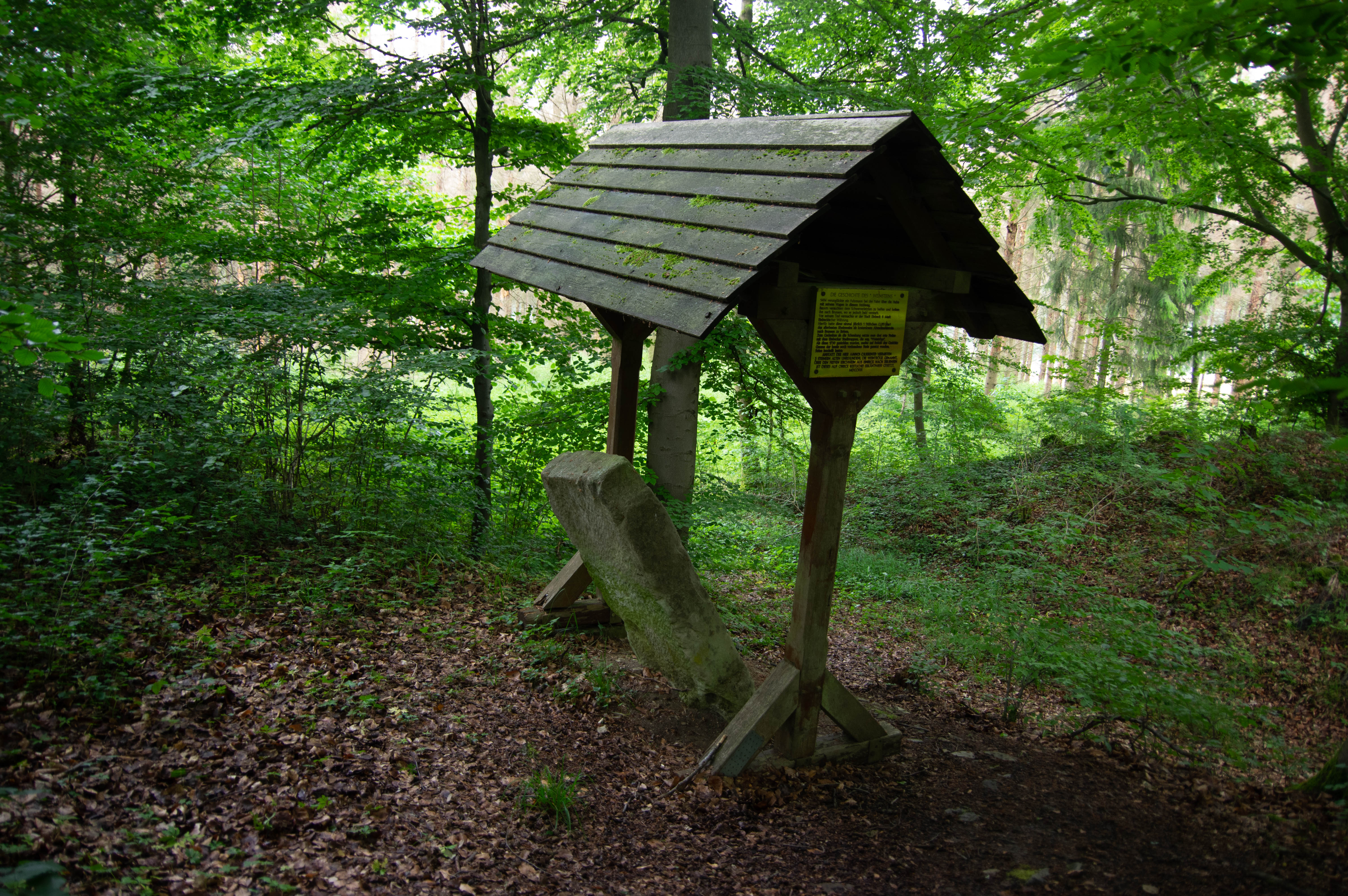
Der Weinstein

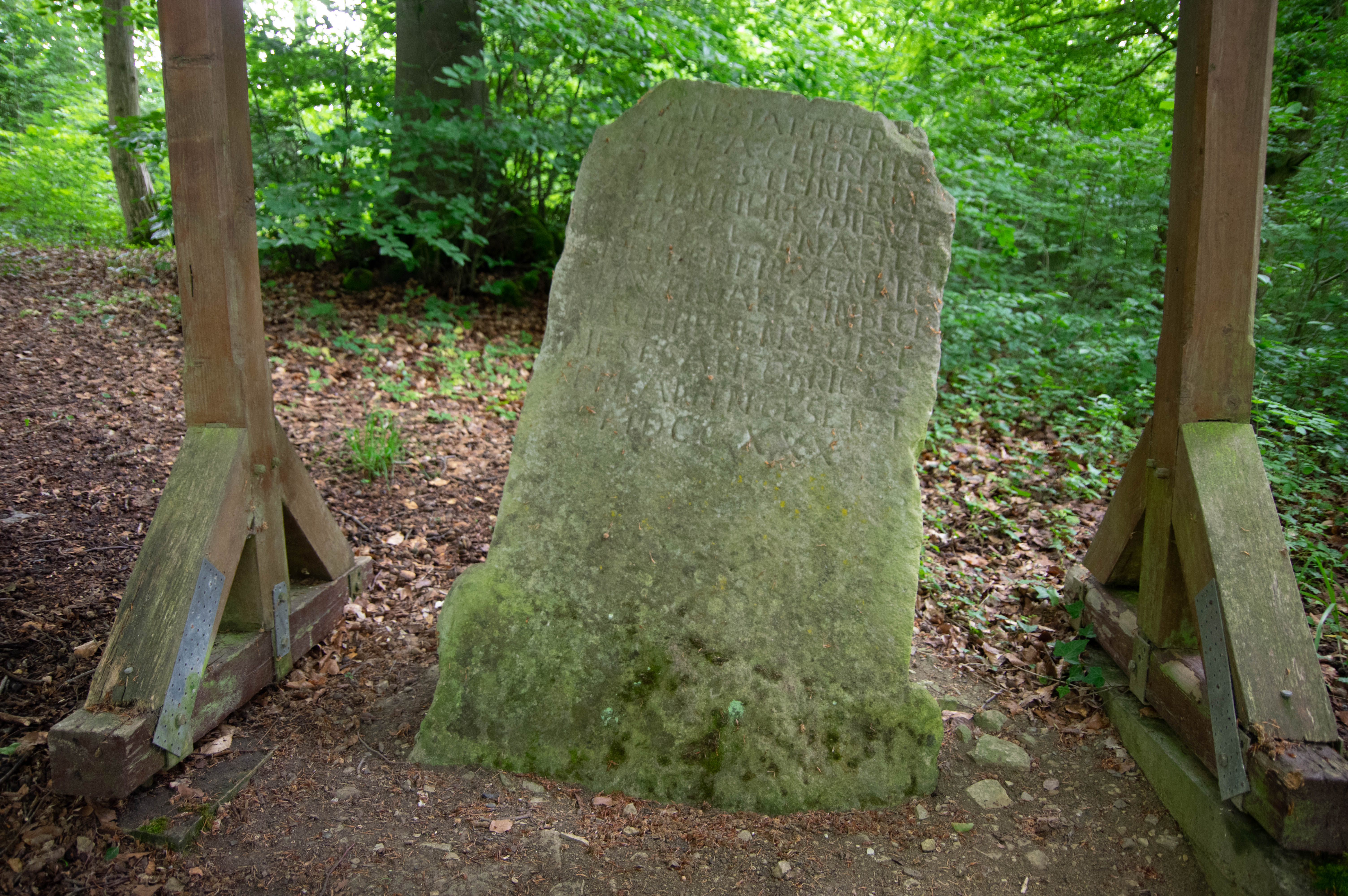
Der Weinstein

Der Weinstein ist ein Gedenkstein im Brunser Forst in Einbeck in Niedersachsen. Der Weinstein steht unter Denkmalschutz.

## Geschichte
Der Gedenkstein stammt aus dem Jahr 1730. Die Geschichte geht auf eine Stiftung aus dem Jahr 1484 zurück, diese wurde 1985 wieder aufgenommen. Nach dieser Stiftung ist die Stadt Einbeck verpflichtet, der Kirchengemeinde in Brunsen ein Stübchen Messwein zu übergeben. Beim Weinstein- und Ernstedankgottesdienst wird heute noch das Weindeputat übergeben. Ursache war der Unfall eines Weinhändlers beim Abstieg an der Hubechausee. Von den Brunser Bürgern wurde er freundschaftlich aufgenommen, so dass er auf dem Sterbebett die Stiftung des Messwein verfügte. Drei steinerne Weintröge wurden in Mitte der Wagengleise auf einer Anhöhe aufgestellt. Diese steinernen Weintröge wurden 1730 gestohlen, der ertappte Dieb ersetzte die Tröge dann mit dem heutigen Weinstein.

## Der Gedenkstein
Der Weinstein ist 1,10 Meter hoch, 0,72 Meter breit und etwa 0,19 Meter tief. Der plattenförmige Weinstein wurde aus Kalkstein gefertigt. 1997 wurde er mit einem Schutzdach gesichert. Die Inschrift lautet: „ANSTATT DER – HIER A.C. VERMIS – STEN 3 STEINERN. – ALTEN UHRK: DIE WE – INTRÖGE: GENAT – UBER DEN FREYEN KIR – CH: WEIN AUS EINBECK – NACH BRVENSEN IST – DIESE AUF OBRIK: – ERKÄNTN: GESETZT – MDCCXXX“. Die Übersetzung lautet: „Anstelle der hier vermissten drei steinernen alten Urkunden, die Weintröge genannt, über den freien Kirchwein aus Einbeck nach Brunsen ist dieser [Stein] auf obrigkeitlicher gesetzt 1730“.